# 東洋高等学校
東洋高等学校（とうようこうとうがっこう）は、東京都千代田区神田三崎町一丁目に位置する私立の高等学校。線路挟んでの対面には昭和第一高等学校と東京都立工芸高等学校が所在している。東洋大学とは無関係。

## 教育方針
校訓は自律・共生。この校訓には誰の支配を受けることなく自らを律して、自身の目標に向かって計画的に努力を重ね、他者とのかかわりの中で目標を達成できるような人間になってほしい、という教員の願いが込められている。また、教育方針は学び合い、助け合い、高め合いの実践（学・助・高・実）である。

## 沿革
- 1904年 - 杉浦鋼太郎氏により東洋商業専門学校として創立
- 1906年 - 文部省令に基づき甲種商業学校として設立認可　東洋商業学校創立
- 1931年 - 財団法人組織となり、夜間部を第二本科として認可
- 1948年 - 六三制により商業高等学校として発足　全日制·定時制を併置
- 1951年 - 学校法人組織となる
- 1956年 - 創立50周年記念式典を挙行
- 1965年 - 創立60周年記念式典を挙行
- 1971年 - 普通科を設置
- 1972年 - 法人名を東商学園、学校名を東洋高等学校と改称
- 1976年 - 創立70周年記念式典を挙行
- 1982年 - 創立80周年記念式典を挙行
- 1993年 - コース制開始
- 1996年 - 創立90周年記念式典を挙行
- 2001年 - 共学化（特進・ICコース）、二期制導入、水道橋新校舎落成
- 2002年 - 全コース共学化
- 2006年 - 創立100周年記念式典挙行
- 2009年 - 特進選抜・特進・総合進学の3コース制開始
- 2012年 - 法人名を東商学園から東洋高等学校と改称
- 2023年 - 総合進学コースの募集を一時停止

## 設備
校舎がビルのため校庭はない。球技会・体育祭は駒沢オリンピック公園総合運動場第二球技場などで行われる。エレベーター設置。
- 地下2階 - 体育館（地下2 - 地下1階）・トレーニングルーム・更衣室
- 地下1階 - 小体育館・柔道場
- 1階 - エントランスホール・運動場（ピロティ）
- 2階 - カフェテリア・音楽室・オリエントホール（2 - 3階）
- 3階 - 図書館
- 4階 - 図書館メディアコーナー・職員室・講師室・応接室・創設者杉浦鋼太郎氏の像
- 5 - 7階 - 教室（基本1年5階、2年6階、3年7階。ただし、1つの階で1つの学年が収まらない場合は教室の空いている階へクラス単位で移る）
- 8階 - 情報教室・理科室・家庭科室
- 9 - 12階 - 賃貸テナント、通り抜け不可
- 13階（屋上） - 屋上運動場（エレベーターでのみ移動可能）

## 学校行事
- 4月 前期始業式、入学式、開校記念日、オリエンテーション合宿（1年）、スタディサポート、健康診断、進研模試（3年）、新入生歓迎会、保護者会（2・3年）
- 5月 前期到達度試験・大学・専門学校説明会、保護者会（1年）
- 6月 前期中間試験、体育祭、公開授業
- 7月 三者面談、歌舞伎鑑賞教室（1年）、夏期講習、生徒会役員選挙、進研模試
- 8月 各部夏期合宿、夏期講習（3ターム制）、ホームステイ
- 9月 スタディサポート（1・2年）ベネッセ・駿台模試（3年）、避難訓練、前期期末試験、公開授業、生徒総会（放送）、センター試験説明会（3年）、前期終業式、球技大会
- 10月 後期始業式、学校説明会、東洋祭（学園祭）（1・2年）、ベネッセ・駿台模試（3年）
- 11月 保護者会（1・2年）、スピーチコンテスト、進研模試（1・2年）、面談週間（3年）、進路説明会（2年）、ベネッセ・駿台模試（3年）
- 12月 後期中間試験、センター直前講習（3年）、校祖記念日、芸術鑑賞教室（1・2年）
- 1月 進研模試（1·2年）、バスケットボール大会（1・2年）、センター試験、推薦入試
- 2月 一般入学試験、後期期末試験、センタープレテスト（2年）
- 3月 研修（修学）旅行（2年）オーストラリア·沖縄、卒業式、後期終業式、合唱コンクール（1年）、春期特別授業

- 高校生活の中で、全学年がそろって行う行事は体育祭と球技大会のみである（人数の関係上、体育館などに全生徒を集められないため）。
- また数年に一度、卒業生総会（全卒業生同窓会）が行われる。

## 授業・コース
- 特進選抜[1]コース（特選）

入学時から「難関国公立大学に合格する」という共通の目標を持った学習意欲の高い生徒が集まるコース。
- 特進[2]コース（特進）

私立大学を中心に、受験に必要な科目にポイントを絞りながら大学進学を目指すコース。
- 総合進学[3]コース（総進）

指定校制推薦やAO入試など、さまざまな入試制度の活用も視野に入れながら大学進学を目指すコース。

## 課外活動

### 生徒会
生徒会執行部の他に、予算案などの評議を行う生徒評議会議長団がある（生徒会の役員とは別役員）。生徒会執行部の任期は8月1日 - 来年度の7月31日。
また月に1度、生徒評議会議長団・学級委員長・副委員長・各委員会委員長・部長・同好会長を召集して「評議会」が行われる。評議会ではイベントにおける連絡事項の伝達や生徒会補欠選挙・評議会議長団選挙・委員会等の取り組みの公表・宣伝が行われる。ただし、選挙管理委員会所属者は立候補出来ない。

### 委員会
- 図書委員会
- 放送委員会
- 新聞委員会
- 視聴覚委員会
- 整美委員会
- 体育委員会
- 保健委員会
- 東洋祭実行委員会
- 選挙管理委員会

### 部活動
- テニス部
- 剣道部
- 卓球部
- 陸上競技部
- ワンダーフォーゲル部
- バドミントン部
- 写真部
- 理科部
- 吹奏楽部
- 軽音楽部
- 文芸同好会
- 漫画研究会
- 茶道同好会
- クッキング部
- 合唱同好会
- 演劇同好会
- ボランティア部
- 英語部
- 柔道部
- マイコン同好会
- バスケットボール部
- 野球部
- バレーボール部
- サッカー部
- 囲碁将棋同好会
- ソングリーダー部
- ラクロス部
- 美術部
- 書道同好会

## 交通
出典 : 
| 路線名             | 最寄り駅 | 出口   | 徒歩所要時間 |
| ------------------ | -------- | ------ | ------------ |
| JR中央・総武緩行線 | 水道橋駅 | 東口   | 2分          |
| 都営三田線         | 水道橋駅 | A1・A2 | 3分          |
| 都営三田線         | 神保町駅 | A4     | 8分          |
| 東京メトロ南北線   | 後楽園駅 |        | 13分         |

## 著名な出身者
- 中川大資 （ボクシング)
- 岡本不二 （ボクシング)
- 内村航平（体操)
- 湯山せいか（アイスホッケー)
- 柳田将洋（バレーボール)
- 根引謙介（サッカー)
- 関田誠大（バレーボール)
- 笠原紀久（バレーボール）
- 町野仁志（バレーボール）
- 高杉洋平（バレーボール）
- 相原昇 (バレーボール)
- 斎藤雅也（サッカー）
- 村田翔（サッカー）
- 磯村匠（競艇）
- 菅原紀元（野球）
- 東幹久（俳優）※中退
- 須賀貴匡（俳優）
- 相ヶ瀬龍史（俳優)
- 中台泉美（元Bon-Bon Blanco)
- 神尾美沙（タレント）
- 林家時蔵（落語家）
- ヲタル（お笑いタレント）
- 高橋良輔 (アニメ監督)
- たかはC（放送作家)
- 池田大作（創価学会)
- 万年東一（全日本女子プロレス初代会長)
- 青井政美（政治家、テレビ愛媛取締役)
- 野崎孝男（政治家、中華民国行政院政務顧問）※中退